# Альтения нителистная
Альте́ния нители́стная, или Альтения нитеви́дная (лат. Althénia filifórmis) — реликтовый вид водных растений из рода Альтения семейства Дзанникеллиевые (Zannichelliaceae).

## Ареал и среда обитания
Распространен на северо-западе Средней Азии, Казахстане в Сибири и на юге России в Ростовской области, Волгоградской области, Калмыкии. Отмечен во Франции. Предпочитает соленые озера и лиманные долины.

## Описание
Многолетняя погруженная водная трава. Имеет тонкие стебли, со свободно плавающей верхней частью. Листья нитивидные, толщиной 0.1 мм. Пестичный цветок имеет 3 маленьких листочка околоцветника и 3 свободных прямых плодолистика. Тычиночный цветок имеет одну тычинку и 3-зубчатый чашевидный околоцветник. Плод — узкоэллипсоидальный с кожистой оболочкой. Цветет в июне-июле.

## Охрана
В России внесен в Красные Книги Ростовской, Волгоградской областей и Республики Калмыкия.